# صالح بن علي الحامد
صالح بن علي الحامد (1320 - 1387 هـ) أديب وشاعر ومؤرخ وفقيه من أهل حضرموت. يطلق عليه «شاعر الأحقاف». له العديد من الأشعار الغنائية بالفصحى والعامية، وله مقالات في صحف يمنية وعربية. قام بتمثيل الدولة الكثيرية في العديد من الفعاليات السياسية منها منظمة المؤتمر الإسلامي بجدة.

## نسبه
صالح بن علي بن صالح بن أحمد بن صالح بن أحمد بن عيدروس بن سالم بن عمر بن الحامد بن الشيخ أبي بكر بن سالم بن عبد الله بن عبد الرحمن بن عبد الله بن عبد الرحمن السقاف بن محمد مولى الدويلة بن علي بن علوي الغيور بن الفقيه المقدم محمد بن علي بن محمد صاحب مرباط بن علي خالع قسم بن علوي بن محمد بن علوي بن عبيد الله بن أحمد المهاجر بن عيسى بن محمد النقيب بن علي العريضي بن جعفر الصادق بن محمد الباقر بن علي زين العابدين بن الحسين السبط بن الإمام علي بن أبي طالب، والإمام علي زوج فاطمة بنت محمد ﷺ.
فهو الحفيد 35 لرسول الله محمد ﷺ في سلسلة نسبه.

## مولده ونشأته
ولد سنة 1320 هـ/ 1903 م في سيئون في محافظة حضرموت. ونشأ بها ونال نصيبه من المعارف الأولية والقرآن. ثم ارتبط بالشيوخ وتلقى عنهم مع مجموعة من زملائه وأصدقائه أمثال: علي أحمد باكثير، ومحمد بن شيخ المساوى، وعيدروس بن سالم السوم، ومصطفى بن سالم السقاف. وشجعه والده على التحصيل والجلوس تحت أيدي العلماء، وفتح له باب المعرفة من شتى أبوابها حيث تكونت له مكتبة كبيرة في بيته غنية بالمخطوطات والمطبوعات في اللغة والأدب والدين والاجتماع والسياسة والتاريخ وغيرها من العلوم. هاجر منذ صغره إلى إندونيسيا وسنغافورة وظل يتردد عليهما، كما زار مصر عام 1953 م والتقى بشعرائها. كان صديقًا للفنان شيخ البار الذي لحن وغنى له أشعاره، وشاركه كذلك في رحلته إلى إندونيسيا.

## شيوخه
تلقى تعليمه على يد مثقفي مدينته سيئون وفي مهجره إندونيسيا، منهم:
| - عبد القادر باحميد | - محمد بن هادي السقاف | - عبد الرحمن بن عبيد الله السقاف | - علوي بن طاهر الحداد |

## تلاميذه
ومن طلبته:
| - عبد القادر الصبان | - جعفر بن محمد السقاف | - محمد بن سالم الحامد | - أحمد بن محمد بن صافي |

## مناصبه
كان مع اشتغاله بالأدب والتأليف قد تولى عدة مناصب حكومية في الدولة الكثيرية آنذاك، منها: منصب مفتش المحاكم الشرعية، وعضو في محكمة الاستئناف العليا، والمفتي الرسمي للدولة الكثيرية. وقام بتشكيل الحزب الوطني في سيئون وترأسه. وله علاقات وطيدة مع العديد من الشخصيات العربية والمحلية وله مراسلات معهم مثل: عبد الرحمن بن شيخ الكاف، وعلوي المحضار، وأبو بكر بن شيخ الكاف وغيرهم.

## مؤلفاته
كان لظهور أعماله الأدبية وإنتاجه الشعري أثر كبير في الحركة الأدبية في حضرموت. فله عدة دواوين وأشعار، ومقالات ومحاضرات كثيرة لازالت مخطوطة بيد ورثته، وله رسائل وبحوث علمية ورحلات، منها:
| - «تعليقات على فتح الباري لشرح صحيح الإمام البخاري» - «على شعاع القرآن» - «فتاوى وتعليقات» - «رحلة جاوا الجميلة» - «تاريخ حضرموت» في مجلدين ولم يتمكن من استكمال الجزء الثالث - «نسمات الربيع» ديوان شعر | - «ليالي المصيف» ديوان شعر - «على شاطئ الحياة» ديوان شعر - مجموعة أشعار الصبا وأشعار غنائية - مجموعة أشعار شعبية سياسية واجتماعية - كراريس في علم اللغة - مذكرات في الأدب والتاريخ |

## ذريته
له من الأولاد الذكور خمسة هم: علي، ومحمد، وأبو بكر، وحسين، وغالب، ومن البنات ست هن: منى، وخديجة، ونور، وعلوية، ومزنة، وفاطمة.

## وفاته
توفي في سيئون يوم السادس من شهر ربيع الأول سنة 1387 هـ الموافق للرابع عشر من شهر يونيو سنة 1967 م، إثر جلطة دماغية أصابته وهو يتأهب لأداء صلاة العصر، وكان بكامل عافيته.

### استشهادات
1. ↑  يوسف، محمد خير بن رمضان (1425 هـ). معجم المؤلفين المعاصرين. الرياض، السعودية: مكتبة الملك فهد الوطنية. ج. الجزء الأول. ص. 278. {{استشهاد بكتاب}}: تحقق من التاريخ في: |تاريخ= (مساعدة)
2. ↑  موسوعة شعر الغناء اليمني في القرن العشرين، الجزء الثالث، الصفحة 367، الطبعة الثانية 2007، رقم الإيداع في دار الكتب:(297)
3. ↑  كامل سلمان الجبوري (2003). معجم الأدباء من العصر الجاهلي حتى سنة 2002م. بيروت: دار الكتب العلمية. ج. 3. ص. 178. ISBN:978-2-7451-3694-7. LCCN:2003489875. OCLC:54614801. OL:21012293M. QID:Q111309344.
4. ↑  المشهور، عبد الرحمن بن محمد (1404 هـ). شمس الظهيرة (PDF). جدة، المملكة العربية السعودية: عالم المعرفة. ج. الجزء الأول. ص. 289. مؤرشف من الأصل (PDF) في 2 يناير 2020. {{استشهاد بكتاب}}: تحقق من التاريخ في: |تاريخ= (مساعدة)
5. ↑  المشهور، أبو بكر بن علي (1419 هـ). جني القطاف. المدينة المنورة، المملكة العربية السعودية: دار المهاجر. ص. 414. {{استشهاد بكتاب}}: تحقق من التاريخ في: |تاريخ= (مساعدة)
6. ↑  السقاف، عبد الرحمن بن عبيد الله (1425 هـ). إدام القوت في ذكر بلدان حضرموت. بيروت، لبنان: دار المنهاج. ص. 802. {{استشهاد بكتاب}}: تحقق من التاريخ في: |تاريخ= (مساعدة)
7. ↑  "السيد الحبيب صالح بن علي الحامد". شبوة برس. مؤرشف من الأصل في 2020-08-31.